# Norsjö (comune)
Norsjö è un comune svedese di 4 295 abitanti, situato nella contea di Västerbotten. Il suo capoluogo è la cittadina omonima.

## Località
Nel territorio comunale sono comprese le seguenti aree urbane (tätort):
- Norsjö
- Bastuträsk